# 군사학

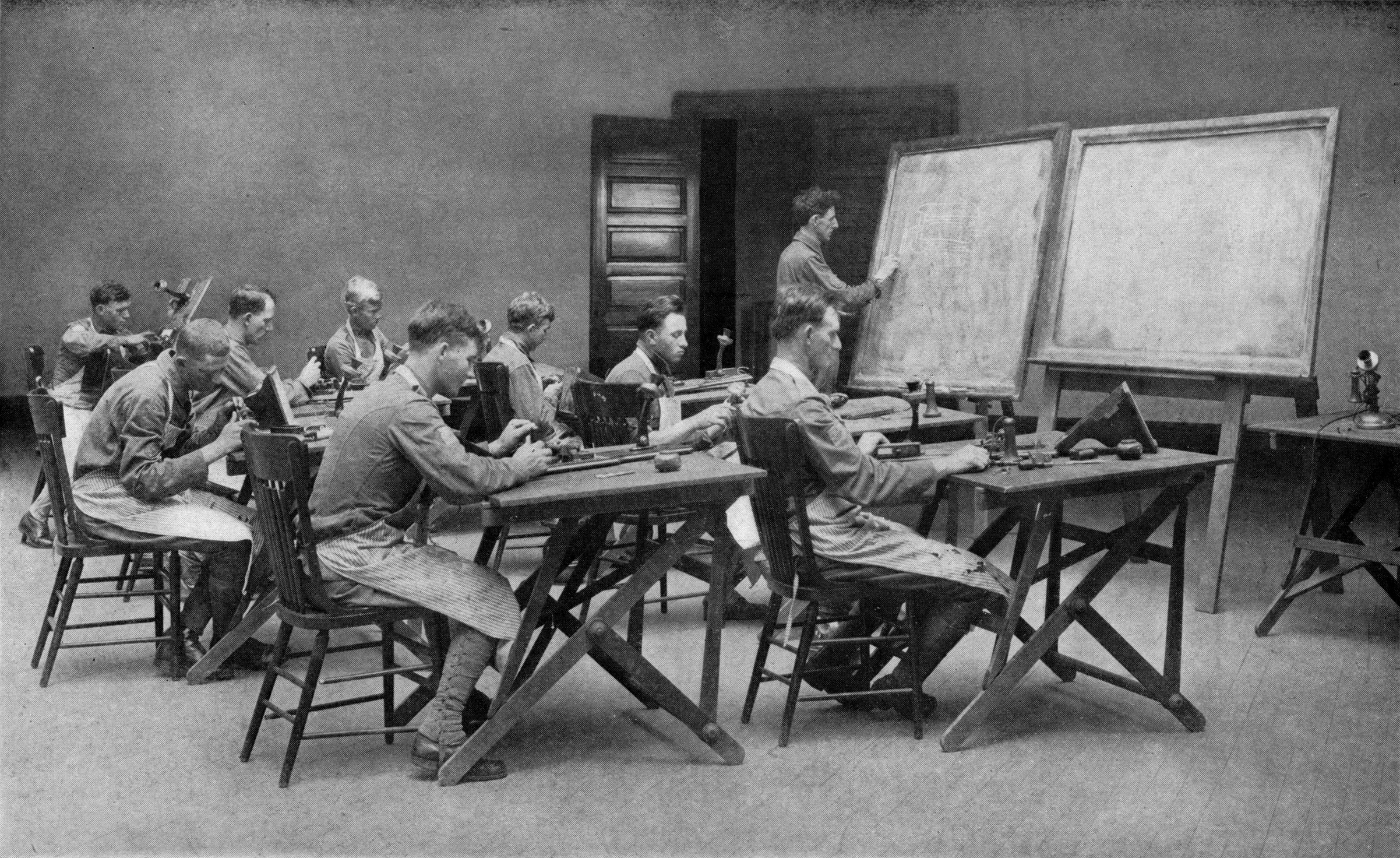
전화 통신 방법을 배우는 미군들. 1917년.

군사학(軍事學) 또는 군사 과학(軍事 科學, 영어: military science)은 군사 및 군사와 관련된 것에 대하여 연구하는 학문이다.

## 군사학의 기원
인간은 욕망과 자유 의지 때문에 갈등, 충돌, 투쟁을 야기한다. 인류는 출현 이후 식량을 획득하기 위한 수렵과정에서 동물을 상대로 또는 같은 인간끼리 자원 확보를 위해 무력과 전투기술을 사용했다. 욕구와 이익을 추구하는 과정에서 개인과 집단 간에 투쟁이 발생하는데, 특히 국가수준의 대규모 투쟁이 '전쟁'이다.  전쟁은 문명의 생성과 소멸, 국가의 흥망성쇠를 결정하는 사회적 동인과 동학으로 작용하는 복잡한 정치적, 사회적 현상이다. 그래서 인류의 역사는 전쟁의 역사라고 해도 과언이 아니다. 현재에도 전쟁이 일어나고, 진행되고 있다. 전쟁은 인류가 영토의 확장, 지배와 착취, 생존 및 자기 보존, 집단의 독립과 응집 등의 사회적 활동과정에서 폭력을 사용하는 자연적이고 필연적인 사회현상이다. 이와 같은 전쟁과 군사현상에 대하여 전쟁술, 전투술, 장군의 술, 군사 이론, 리더십 등은 고대부터 철학, 정치학, 물리학 등의 학문분야에서 사변적이고 당위적인 관점에서 논의되었다. 
| 학자           | 전쟁에 관한 견해 |
| -------------- | --- |
| 아리스토텔레스 | "평화의 도덕적 가치는 개인과 국가를 위해서 가장 필요한 것이다. 전쟁은 평화를 보전하기 위한 수단 외에는 아무것도 아니다."라고 강조했다. |
| 베게티우스     | "만일 그대가 평화를 원하거든 전쟁을 준비하라"라고 말했다.                                                                              |
| 손무           | "장수는 지모, 신망, 인애, 용기, 엄정을 갖추어야 한다"라고 손자병법 '시계'편에 기술하였다.                                              |

인류는 개인과 집단의 생존과 독립을 위해 전쟁을 억제하고, 유사시 전쟁에서 승리하기 위해 군사력을 건설하고, 군사력을 운영하는 데 요구되는 전쟁술, 전투술, 군사이론 등에 많은 관심과 노력을 기울여왔다. 학문으로 정립된 것은 최근의 일이지만, 군사학은 고대부터 인류 역사와 함께 발전해왔다.

## 연구 대상
군사학의 연구 대상은 군대, 군인, 군사행정, 군용품, 군사훈련, 전술, 전쟁, 무기 따위이다. 다른 학문과 교집합을 가지기도 하는데, 경제학에서 다루는 전쟁특수나 법학에서 다루는 전쟁법, 역사학에서 다루는 전쟁, 공학(특히 병기공학)에서 다루는 무기 등이 그것이다.

## 군사학의 종류
- 일반군사학 - 군법, 군사행정, 독도법, 참모학, 교수법, 통솔법 등을 다룬다.
- 전술학 - 부대의 단위(분대, 소대, 중대, 대대, 연대, 여단, 사단, 군단, 야전군 등)별 공격전술과 방어전술, 전쟁 등을 다룬다.
- 화기학 - 총, 대포, 폭탄 등의 사용법을 다룬다.

## 대학에서의 군사
대한민국의 경우 육사·해사·공사, 육군3사관학교와 같은 사관학교나 일반 4년제 대학교 중 학군단이 설치된 학교에 군사학 및 군사학 관련 강의가 개설되어 있다. 학군단이 설치된 대학교는 2011년 기준으로 육군 학군단의 경우 100여 개가 조금 넘는다. 해군·공군 학군단은 육군에 비해 설치 학교 수가 매우 적으며, 학군단 설치 학교 수는 개별 학군단 개설·폐지로 인해 증감할 수 있다. 해군의 경우에는, 충남대학교 국가안보융합학부 해양안보학전공이 대표적이다. 해군본부와 계약을 맺은 계약학과이다. 하지만 충남대학교 국토안보학정공은 해양안보학전공에 비해 좋지 않다.

## 참고 문헌
1. ↑  군사학연구회 (2014년 2월 14일). 〈1. 군사학이란 무엇인가〉. 《군사학개론》. 미디어플래닛. 17-18쪽.
2. ↑  “학교소개-기구표”. 학생중앙군사학교. 2011년 1월 9일에 확인함.

## 같이 보기
- C4ISR (a.k.a. C4ISTAR)
- 스카다(SCADA)